# CN 타워
CN 타워(영어: CN Tower 시엔 타워[*]) 혹은 투르 CN(프랑스어: Tour CN 투르 세엔[*])은 1976년에 캐나다 토론토에 세워진 높이 553.33m의 탑이다.
CN 타워는 본래 캐나다 국철(Canadian National Railway) 소유였기 때문에 ‘CN’이 ‘캐나다 국영’(Canadian National)을 뜻했으나 국철 회사는 1995년 민영화에 앞서 CN 타워를 캐나다 연방의 부동산 개발을 책임지는 캐나다 토지 공사(Canada Lands Company, CLC)에 매각하였다. 토론토 주민들이 ‘CN 타워’라는 이름을 유지하기를 원함에 따라 현재 CN은 공식적으로 ‘통신망’(Communication Networks) 또는 ‘캐나다의’(Canada's National)를 의미한다

## 갤러리

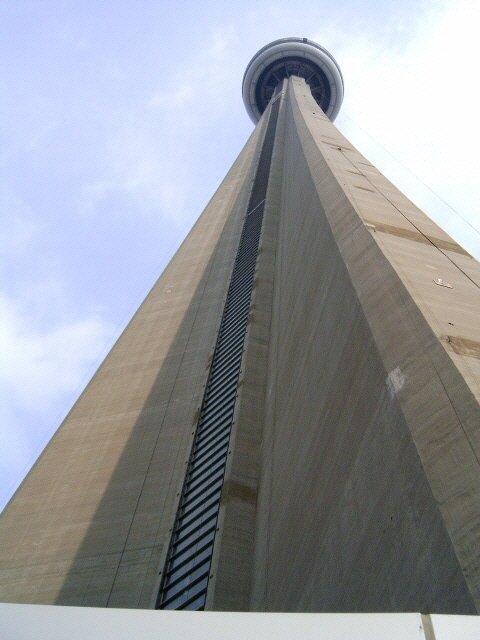
아래에서 올려다본 CN 타워.
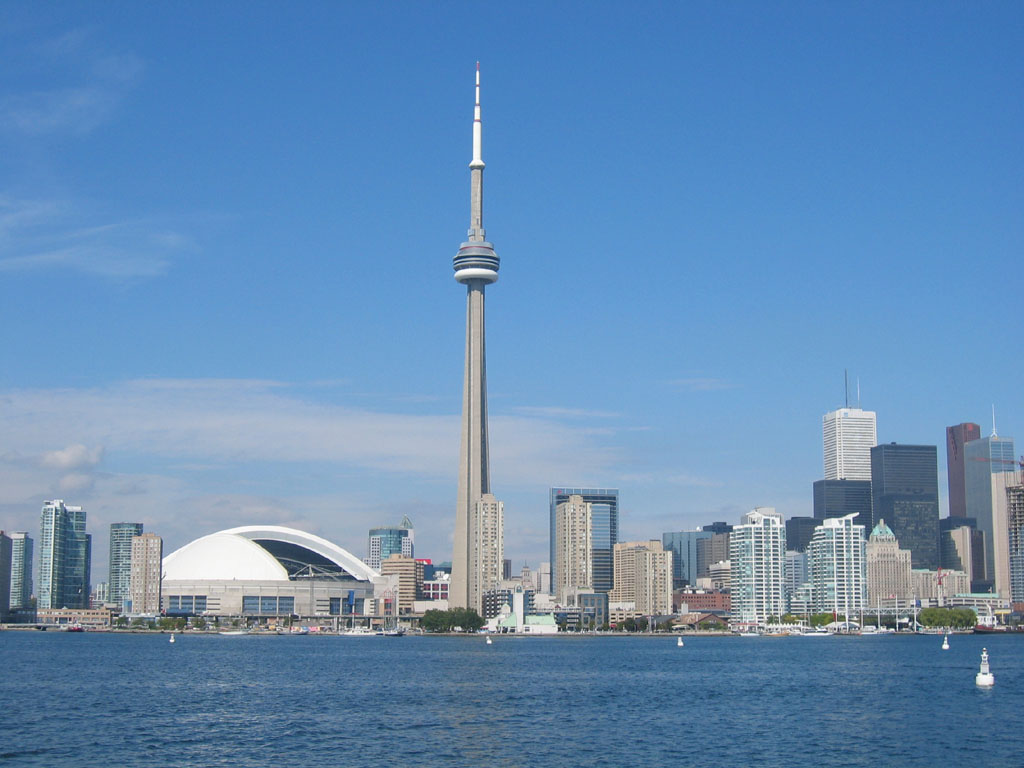
CN 타워와 그 주변의 모습.
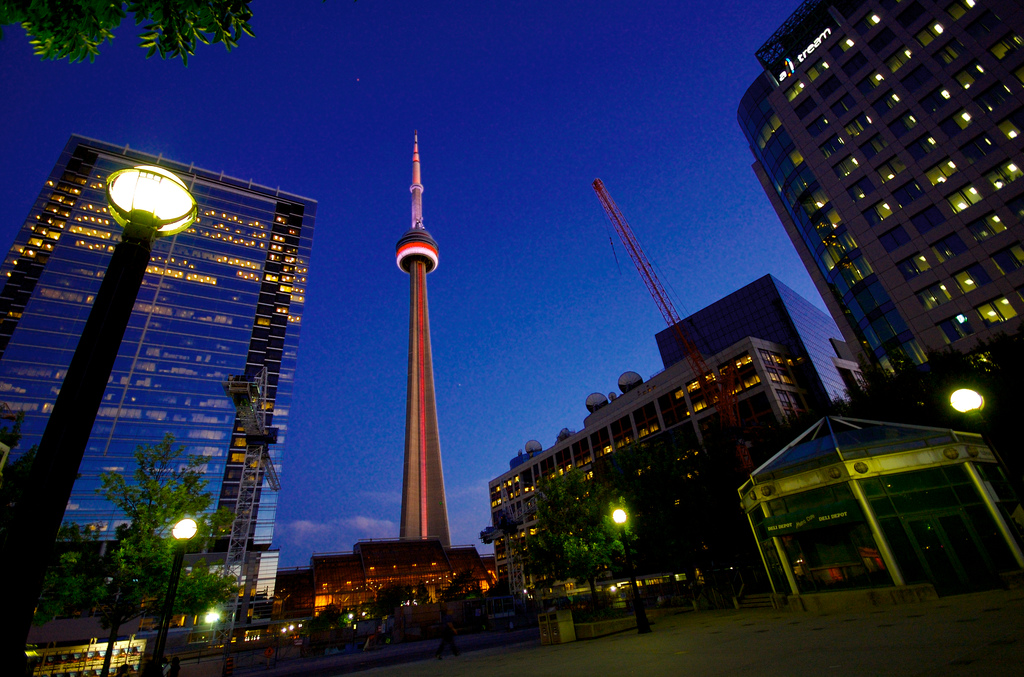
CN 타워와 그 주변의 야경.

## 같이 보기
- 세계 거탑 연맹